# Agua Zarca, Chiapas
Agua Zarca är en ort i Mexiko.   Den ligger i kommunen Frontera Comalapa och delstaten Chiapas, i den sydöstra delen av landet, 900 km sydost om huvudstaden Mexico City. Agua Zarca ligger 661 meter över havet och antalet invånare är 1 495.
Terrängen runt Agua Zarca är varierad. Runt Agua Zarca är det ganska tätbefolkat, med 100 invånare per kvadratkilometer. Närmaste större samhälle är Frontera Comalapa, 2,9 km norr om Agua Zarca. I omgivningarna runt Agua Zarca växer i huvudsak städsegrön lövskog.